# Upson megye
Upson megye az Amerikai Egyesült Államokban, azon belül Georgia államban található. Megyeszékhelye és legnagyobb városa Thomaston. Lakosainak száma 27 700 fő (2020. április 1.). Upson megye Lamar, Pike, Monroe, Crawford, Taylor, Talbot és Meriwether megyékkel határos.

## Népesség
A megye népességének változása:
| Lakosok száma | 27 058 | 26 958 | 26 648 | 26 566 | 26 368 | 27 700 |
|               | 2010   | 2011   | 2012   | 2013   | 2015   | 2020   |